# Los Angeles Police Department
Il Los Angeles Police Department, spesso abbreviato in LAPD, (in Italiano: Dipartimento di polizia di Los Angeles) è il dipartimento di polizia della città di Los Angeles, in California. Con oltre 12.000 agenti e 3.000 dipendenti civili, è il terzo corpo di polizia cittadino degli Stati Uniti, superato solo dal New York City Police Department e di poco dal Chicago Police Department. Copre un'area di 1 210 chilometri quadri (470 mi²) ed una popolazione di circa 4 milioni di persone.
In quanto corpo di polizia della "capitale del cinema", il dipartimento e i suoi agenti sono stati spesso protagonisti di film, serie televisive e anche videogiochi.

## Storia

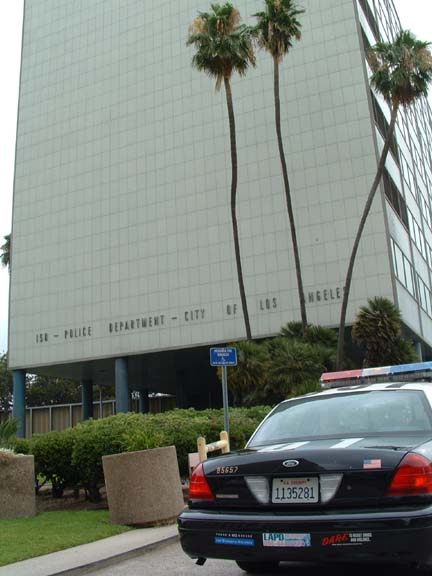
Parker Center, vecchio quartier generale del LAPD

La prima unità di polizia di Los Angeles è stata quella dei Los Angeles Rangers nel 1853, un corpo formato da volontari che collaboravano con le forze di polizia già esistenti nella contea. I Rangers vennero poi sostituiti dai Los Angeles City Guards, un altro gruppo di volontari. Sfortunatamente nessuno di questi due gruppi fu particolarmente efficiente e Los Angeles divenne famosa per la sua violenza e per i suoi "vizi".
Il LAPD nacque nel 1869, quando sei agenti vennero assunti per lavorare al servizio del capo della polizia William C. Warren. Nel 1900 gli ufficiali erano già 70 e nel 1903, con l'inizio del servizio civile, diventarono 200. Durante la II guerra mondiale, sotto il comando di Clemence B. Horrall, molti agenti di polizia vennero chiamati a combattere nell'esercito, lasciando il LAPD con una forza molto ridotta. Anche a causa di questo la polizia riuscì a fare poco per tenere sotto controllo le Zoot Suits Riot (rivolte scoppiate tra i marinai ed i Marines di stanza a Los Angeles ed i messicani che vi abitavano) del 1943.
Horrall fu poi sostituito da un generale dei Marines in pensione, William A. Worton, che lavorò come capo ad interim fino al 1950, anno della nomina di William H. Parker che rimase al comando fino alla sua morte nel 1966. Parker si impegnò per ottenere una maggiore autonomia del LAPD dall'amministrazione civile. Ma il Natale di Sangue del 1951 screditò molto il LAPD; l'opinione pubblica accusò il LAPD di brutalità poliziesca. Negli anni '70, per contrastare il crescente fenomeno delle bande criminali di strada, venne costituito il Community Resources Against Street Hoodlums (C.R.A.S.H.).
Sotto il comando di William H. Parker venne creata anche la prima unità SWAT del corpo. Gli agenti John Nelson e Daryl Gates formarono l'unità per fronteggiare i problemi che sarebbero potuti nascere con le organizzazioni radicali che protestavano durante la guerra in Vietnam. Le cronache mondiali hanno parlato del LAPD nel 1992, in occasione della rivolta di Los Angeles.

## Ambito operativo
Gli agenti di pattuglia del LAPD lavorano sette giorni alla settimana; tre giorni con un orario di dodici ore lavorative e quattro giorni con un orario di dieci ore lavorative, per un totale di settantasei ore alla settimana. Questi giorni sono poi seguiti da una settimana (o a volte più) di riposo. Il dipartimento ha più di 250 tipi di lavoro, assegnabili a qualsiasi agente che abbia fatto due anni di pattuglia.
Gli agenti di pattuglia lavorano quasi sempre con un partner, a differenza dei dipartimenti di polizia che controllano i sobborghi intorno a L.A., che preferiscono le pattuglie composte da un uomo solo in modo da massimizzare la presenza di polizia e fare in modo che un numero minore di agenti controlli un'area molto vasta.

## Unità
Ufficio Operazioni

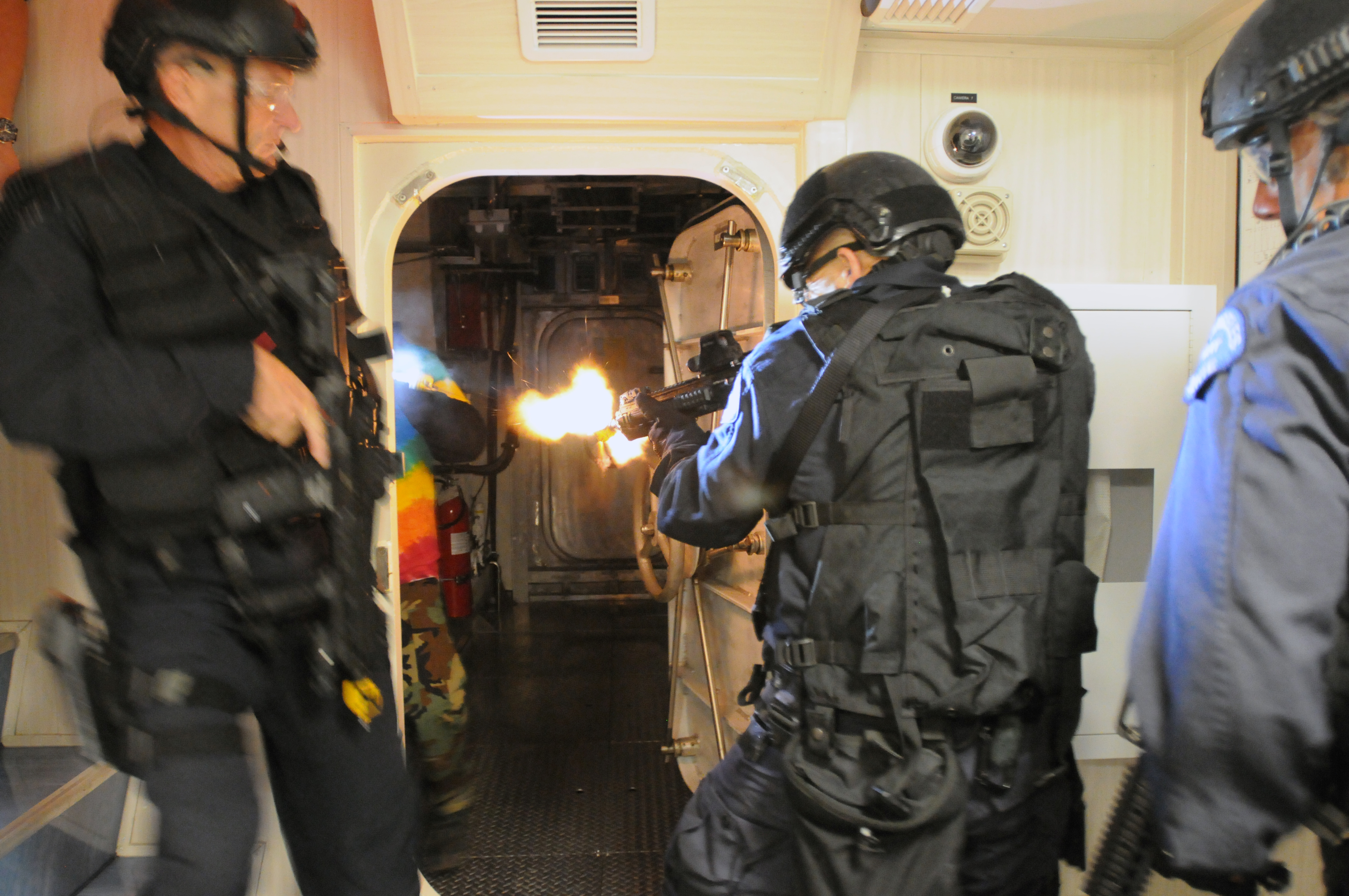
Ufficiali LAPD SWAT fanno irruzione in una stanza durante un addestramento

La maggioranza degli agenti del LAPD è assegnata all'Ufficio Operazioni, nella sede centrale del LAPD il Parker Center (che prende il nome dal capo della polizia William H. Parker). Un ufficiale superiore dirige questo ufficio e riferisce direttamente al capo della polizia.
Detective Bureau
Il Detective Bureau riferisce direttamente al Capo della Polizia ed è responsabile delle investigazioni. È composto da:
- COMPSTAT
- Unità Analisi Investigativa (Investigative Analysis Section)
- Unità Investigazioni Scientifiche (Scientific Investigation Division)
- Unità Rapine-Omicidi (Robbery-Homicide Division)
- Unità Crimini Commerciali (Commercial Crimes Division)
- Unità Buoncostume e Supporto Detective (Detective Support and Vice Division)
- Unità Narcotici e Gang (Gang and Narcotics Division)
- Divisione Minori (Juvenile Division)

Il COMPSTAT è una speciale unità adibita alle statistiche del crimine nella città di Los Angeles. Ideata da William J. Bratton (capo del LAPD fino al 2009) nel 1994 quando ancora era nell'NYPD, questa unità è stata inserita nel 2002.
Special Operations Bureau

Insegne LAPD SWAT

Questa unità è specializzata nelle operazioni ad alto rischio che richiedono tattiche speciali. È composta da:
- Divisione Supporto Aereo (Air Support Division)
- Divisione Operazioni di Emergenza (Emergency Operations Division)
- Divisione Metropolitana (Metropolitan Division):
  - 2 Unità Soppressione Crimine (Plotoni B e C) (Crime Suppression Platoons)
  - Special Weapons And Tactics (SWAT) (Plotone D)
  - Unità A Cavallo (Mounted Unit)
  - Unità Cinofila (K-9 Unit)
  - Unità Amministrativa (Plotone A) (Administrative Unit)

## Divisioni
Il Los Angeles Police Department comprende 21 stazioni di polizia, conosciute anche come "Aree" o "Divisioni". Le 21 divisioni sono a loro volta raggruppate in quattro aree di comando, conosciute come "Bureau". Il LAPD comprende anche due Bureau speciali: il "Detective Bureau" (Ufficio Investigativo) e lo "Special Operations Bureau" (un'unità tattica che si occupa di eventi speciali e di rischi legati al terrorismo).
Le 21 divisioni sono:

### Central Bureau
Il Central Bureau si occupa della Downtown Los Angeles e di East Los Angeles, ed è l'area più popolata tra i quattro bureau. Consiste in cinque divisioni di pattuglia e una traffic division, ovvero una divisione che si occupa del traffico.

#### Divisione Centrale
La Divisione Centrale (#1) copre la maggior parte della Downtown Los Angeles, tra cui anche il municipio e il distretto finanziario.

#### Divisione Hollenbeck
La Divisione Hollenbeck (#4) copre la parte est della città, tra cui Boyle Heights, Lincoln Heights e El Sereno.

#### Divisione Newton
La Divisione Newton (#13) serve South Los Angeles, la parte sud della città, e una parte di Downtown Los Angeles.

#### Divisione Northeast
La Divisione Northeast (#11) (letteralmente nord-est) è responsabile delle parti centrali di Los Angeles, inclusi Elysian Park e Silver Lake, insieme ad una buona parte di Los Feliz e di Hollywood e le comunità di Highland Park, Eagle Rock e Glassell Park.

#### Divisione Rampart
La Divisione Rampart (#2) serve le parti ovest e nordovest di Downtown Los Angeles, inclusi Echo Park, Pico Boulevard-Union Avenue e Westlake, tutte sotto il controllo della Rampart. L'edificio della Divisione Rampart fu usato come set per ricreare la Divisione Centrale nel telefilm Adam-12, creato da Jack Webb.

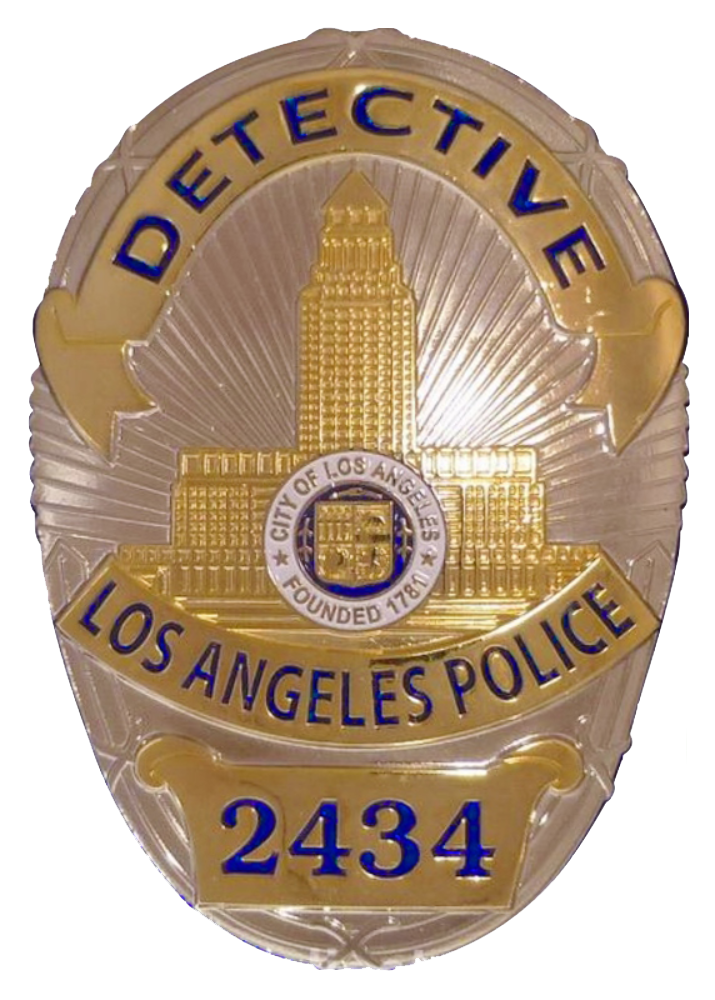
Distintivo di un detective LAPD

### South Bureau
Il South Bureau controlla la zona sud di Los Angeles, con l'eccezione di Inglewood e Compton, che hanno i loro propri dipartimenti di polizia. (Nel caso di Compton si tratta del Los Angeles Sheriff Department). Il South Bureau consiste in quattro divisioni di pattuglia e una traffic division.

#### Divisione della 77ª strada
La Divisione della 77ma (#12) serve una porzione della parte sud di L.A., fino al limite ovest della città. La porzione di South L.A. che arriva fino alla Harbor Freeway è sotto il controllo della 77ª.

#### Divisione Harbor
La Divisione Harbor (#5) (letteralmente Divisione della Baia), protegge San Pedro, Wilmington e la Harbor Gateway. Talvolta collabora con la polizia portuale di L.A. Gli oltre 260 agenti, detective e personale di supporto lavorano all'interno della stazione di polizia da 40 milioni di dollari (con un'ampiezza di 4645 metri quadrati) inaugurata il 25 aprile 2009 e situata al 2175 di John S. Gibson Boulevard.

#### Divisione Southeast
La Divisione Southeast (#18) (letteralmente Divisione Sudest), come la 77ª, pattuglia una parte di South L.A. La sua area include Watts e la zona a sud di Manchester Avenue.

#### Divisione Southwest
La Divisione Southwest (#3)(letteralmente Divisione Sudovest) serve i limiti sud della Santa Monica Freeway, la parte ovest della Harbor Freeway, la parte nord della Vernon Avenue e la zona est dell'area Culver City/Lennox/Baldwin Hills. La Division Southwest include anche la University of Southern California e il Los Angeles Memorial Coliseum.

### Valley Bureau
Il Valley Bureau è il più grande dei quattro bureau in termini di grandezza e supervisiona le operazioni nella San Fernando Valley. Consiste in sette divisioni di pattuglia ed una traffic division.

#### Divisione North Hollywood
Vedi anche: Sparatoria di North Hollywood
La Divisione North Hollywood (#15) protegge Studio City e la zona nord di Hollywood.

#### Divisione Mission
La Divisione Mission (#19) ha aperto le proprie porte nel maggio 2005. È stata la prima nuova stazione ad essere creata dal 1980. La sua area di competenza si trova tra la Devonshire e la Foothill, nella San Fernando Valley, incluse le Mission Hills e Panorama City.

#### Divisione Devonshire
La Divisione Devonshire (#17) è responsabile della parte nordovest della San Fernando Valley, incluse alcune parti di Chatsworth e Northridge.

#### Divisione Foothill
La Divisione Foothill (#16) pattuglia parte della San Fernando Valley e della Crescenta Valley.

#### Divisione Van Nuys
La Divisione Van Nuys (#9) serve la zona di Van Nuys.

#### Divisione West Valley
La Divisione West Valley (#10) protegge alcune parti della San Fernando Valley, inclusi alcuni quartieri di Northridge e Reseda, dove si trova la stazione di polizia.

#### Divisione Topanga
La Divisione Topanga (#21) ha cominciato le operazioni il 4 gennaio 2009. Pattuglia le parti della San Fernando Valley che si trovano all'interno del terzo distretto cittadino, incluse le Woodland Hills e Canoga Park, dove la divisione ha la sua sede.

### West Bureau
Il West Bureau copre i distretti più famosi di L.A., tra cui Hollywood, l'area delle Hollywood Hills, il campus dell'UCLA e Venice. Il West Bureau non comprende Beverly Hills e Santa Monica, che hanno i propri dipartimenti di polizia. Il West Bureau consiste in cinque divisioni di pattuglia e una traffic division.

#### Divisione Hollywood
La Divisione Hollywood (#6) serve la zona di Hollywood, incluse le Hollywood Hills, l'Hollywood Boulevard e il Sunset Strip.

#### Divisione Wilshire
La Divisione Wilshire (#7) protegge la zona di Miracle Mile, incluse Koreatown, Mid-City, Chartay e il Fairfax District.

#### Divisione Pacific
La Divisione Pacific (#14) pattuglia la parte sud di West Los Angeles, comprese Venice, Venice Beach e Playa Del Rey. La Divisione Pacific lavora a stretto contatto con la polizia aeroportuale dell'LAX, l'aeroporto di Los Angeles. La Divisione Pacific era chiamata anche Divisione Venice.

#### Divisione West Los Angeles
La Divisione West Los Angeles (#8) è responsabile della parte nord della zona West di L.A. La sua zona di competenza include Pacific Palisades, Century City, Brentwood, Westwood, West Los Angeles e Cheviot Hills. La UCLA e la Twentieth Century Fox si trovano qui.

#### Divisione Olympic
La Divisione Olympic (#20) ha aperto le sue porte il 4 gennaio 2009, esattamente come la Divisione Topanga. L'area della Olympic comprende una piccola parte della Divisione Hollywood e parti delle Divisioni Wilshire e Rampart. Serve 16,06 chilometri nell'area di Mid-City, incluse alcune parti di Koreatown e una sezione di Miracle Mile. La stazione di polizia, costata 34 milioni di dollari, si trova all'angolo sudest tra Vermont Avenue e l'Undicesima Strada e ospita 293 agenti. 

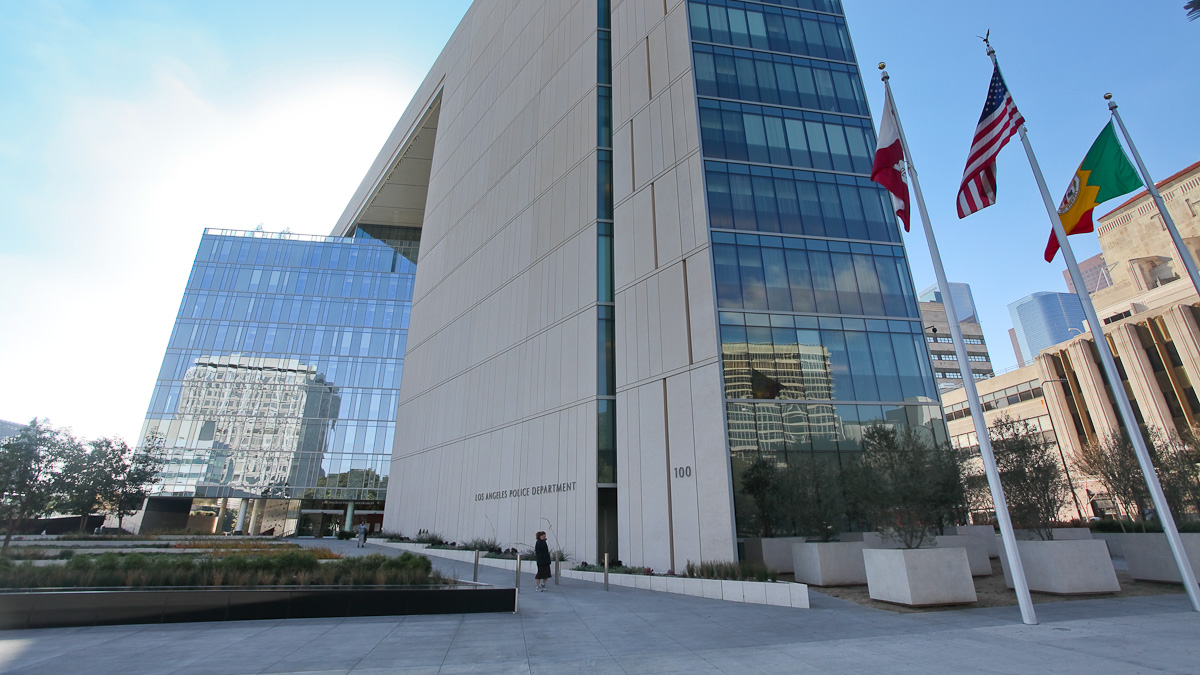
Il nuovo edificio dell'amministrazione di polizia è stato aperto nel 2009.

### Struttura
| Central Bureau  | South Bureau     | Valley Bureau        | West Bureau           |
| --------------- | ---------------- | -------------------- | --------------------- |
| Central Area    | 77th Street Area | Devonshire Area      | Hollywood Area        |
| Hollenbeck Area | Harbor Area      | Foothill Area        | Pacific Area          |
| Newton Area     | Southeast Area   | Mission Area         | West Los Angeles Area |
| Northeast Area  | Southwest Area   | North Hollywood Area | Wilshire Area         |
| Rampart Area    |                  | Van Nuys Area        |                       |
|                 |                  | West Valley Area     |                       |

## Gradi e insegne
Le insegne per i gradi da Tenente I in su sono spillette agganciate sul colletto dell'uniforme. Le insegne per i gradi da Sergente II/Detective III in giù sono galloni in stoffa cuciti sulla parte alta delle maniche dell'uniforme.
I veterani hanno dei galloni color argento cuciti sulla parte bassa delle maniche; ognuno indica cinque anni di servizio.
| Titolo                                                     | Insegna         | Note |
| ---------------------------------------------------------- | --------------- | --- |
| Capo della Polizia (Chief of Police)                       |                 | // |
| Vice Capo della Polizia II (Deputy Chief II)               |                 | Possibilità di essere nominato Assistente Capo della Polizia in qualità di Vice Capo della Polizia. Promozione a Capo della Polizia tramite nomina del sindaco e approvazione maggioritaria della Commissione di polizia. I requisiti sono 12 anni di anzianità di servizio e titolo di studio di laurea. |
| Vice Capo della Polizia I (Deputy Chief I)                 |                 | Un anno di anzianità minima per la promozione ad Assistente Capo. |
| Comandante (Commander)                                     |                 | Sei mesi di anzianità minima per la promozione a Vice Capo. |
| Capitano I / Capitano II / Capitano III (Captain I/II/III) |                 | Promozione a Comandante dopo il completamento di periodi di prova |
| Tenente I / Tenente II (Lieutenant I/II)                   |                 | Promozione a Tenente II e Capitano I/II dopo il completamento di periodi di prova |
| Detective III (Detective III)                              |                 | Almeno due anni di anzianità di grado per la promozione a Tenente. |
| Sergente II (Sergeant II)                                  |                 | Almeno due anni di anzianità di grado per la promozione a Tenente. |
| Detective II (Detective II)                                |                 | Non vi è alcun limite minimo temporale per la promozione a Detective III. La promozione avviene in base alla valutazione del dipartimento. |
| Sergente I (Sergeant I)                                    |                 | Non vi è alcun limite minimo temporale per la promozione a Sergente II. La promozione avviene in base alla valutazione del dipartimento. |
| Detective I (Detective I)                                  |                 | Non vi è alcun limite minimo temporale per la promozione a Detective II. La promozione avviene in base alla valutazione del dipartimento. |
| Agente III+1 (Police Officer III+1 / Senior Lead Officer)  |                 | Gli Agenti III che in più situazioni (speciali o di rischio) si sono dimostrati abili e capaci, sono elargiti di un'insegna diversa raffigurante una stella in più. Spesso si tratta di addestratori dell'unità K9, leader dei plotoni SWAT, artificeri, aiuto investigatori o ufficiali veterani.        |
| Agente III (Police Officer III)                            |                 | Per avere la possibilità di svolgere l'esame da Sergente o Detective bisogna prestare servizio per almeno 4 anni come Agente III. |
| Agente II / Agente I (Police Officer II/I)                 | Nessuna insegna | Per ottenere la disponibilità alla promozione a Agente III si deve prestare servizio almeno per tre anni come Agente II Per ottenere la promozione a Agente II si deve avere una permanenza di almeno 18 mesi (6 di accademia e 12 in pattuglia)                                                          |

### Capi della Polizia
Dal 1876, 59 uomini sono stati al comando del LAPD. Il mandato più lungo è stato quello di William H. Parker, che ha guidato il LAPD dal 1950 fino alla sua morte nel 1966. L'attuale Capo della Polizia è Michel R. Moore, nominato il 27 giugno 2018.

## Composizione

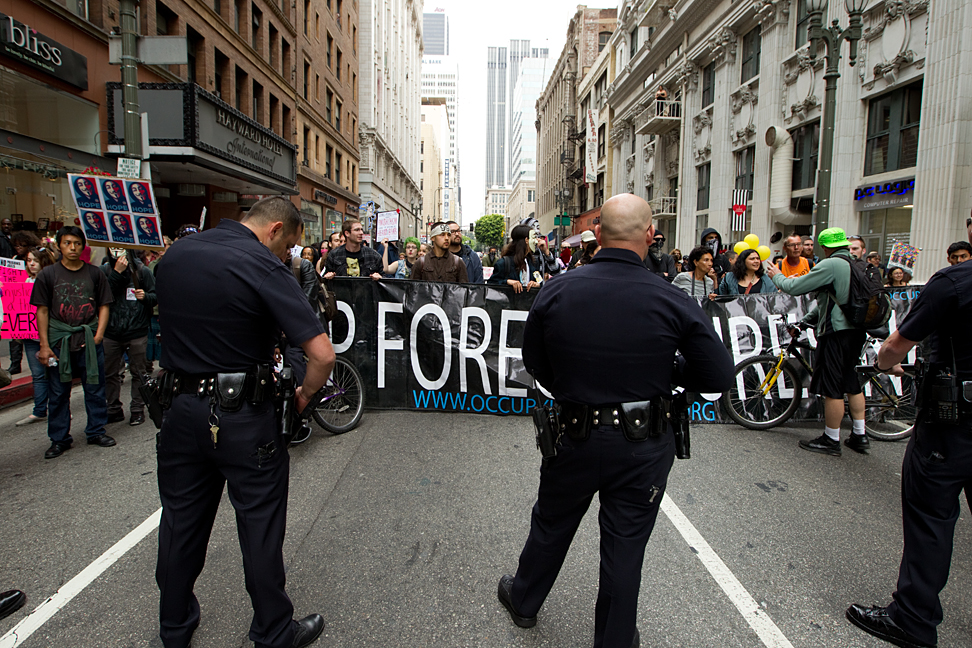
Ufficiali della LAPD durante una protesta di Occupy LA

### Limitazioni
Il Dipartimento di Polizia di Los Angeles ha sofferto molto per il costante sottofinanziamento e recentemente anche per la mancanza di agenti. Comparata alla maggior parte delle altre grandi città degli USA, Los Angeles ha storicamente un rapporto di agenti/popolazione servita piuttosto basso. Una delle priorità del capo della polizia William J. Bratton è stata proprio quella del reclutamento di nuovi agenti (Bratton ha detto: "Datemi 4000 agenti e io vi darò la città più sicura del mondo.")
Il LAPD protegge la città con un solo agente ogni 426 abitanti. New York City ha un agente dell'NYPD ogni 228 residenti. Altri esempi sono il Chicago Police Department, che ha un agente ogni 216 abitanti, e il Philadelphia Police Department, con un agente ogni 219 residenti.
Negli ultimi anni il LAPD ha condotto una massiccia campagna di reclutamento, con l'obiettivo di reclutare 1500 agenti. Un dei problemi che i reclutatori devono affrontare è la mancanza di candidati qualificati. Le stringenti pratiche per il reclutamento create dal Dipartimento (per fare fronte alle continue accuse di corruzione, incluso lo Scandalo Rampart) hanno fatto in modo che meno di 1 candidato su 10 venisse arruolato. Inoltre, la città ha tre forze dell'ordine separate, non direttamente affiliate con il LAPD, che controllano il porto, l'aeroporto e il Los Angeles Unified School District.
Nel 2009, a causa della crisi finanziaria, il LAPD ha concluso la campagna per il reclutamento. Adesso il LAPD arruola agenti soltanto per sostituire gli uomini che vanno in pensione, si feriscono, ecc.

### Composizione razziale e sessuale

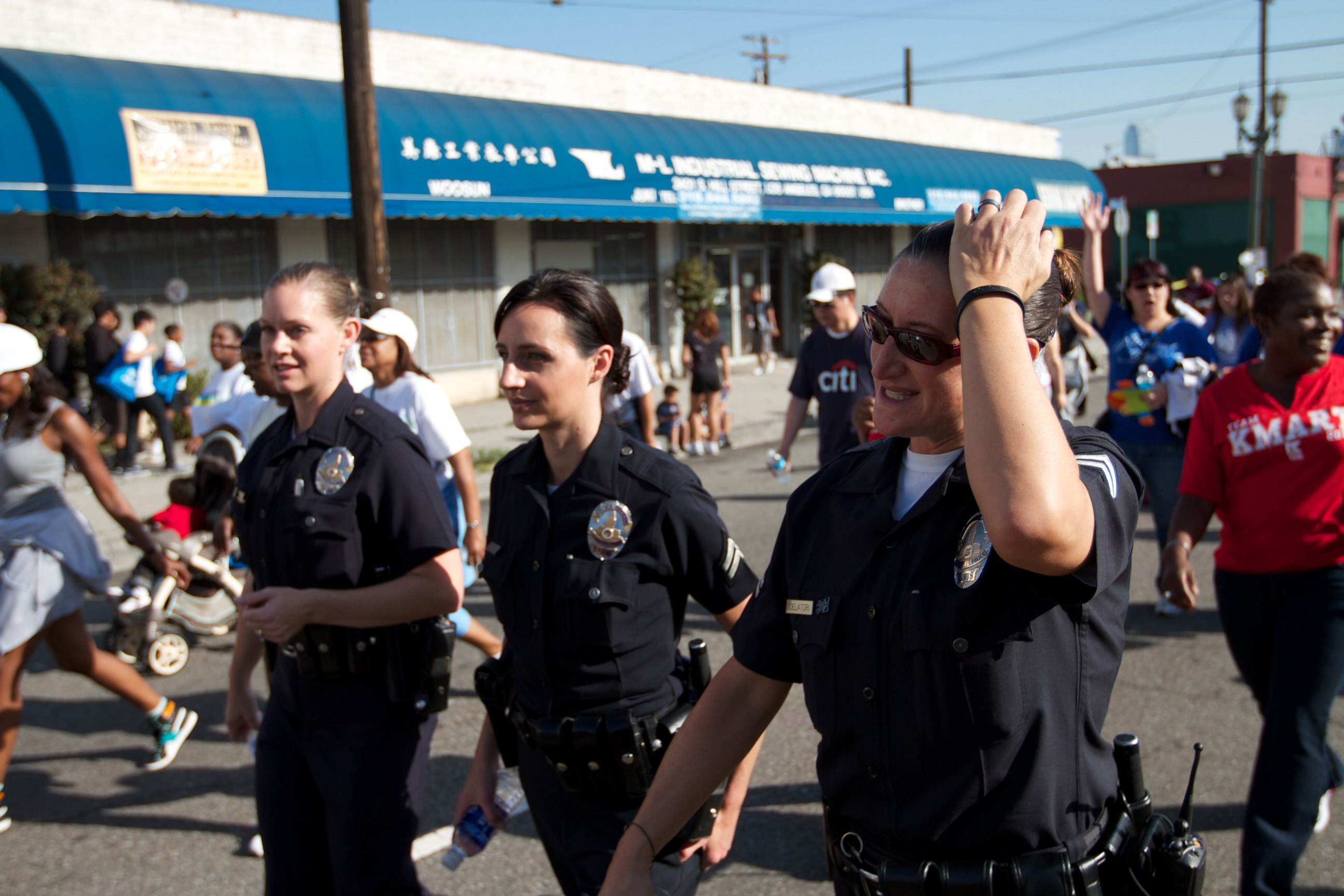
Ufficiali LAPD durante una marcia

Durante il periodo Parker-Davis-Gates, il LAPD era prevalentemente bianco (80% nel 1980) e molti agenti abitavano fuori della città. La Simi Valley, l'agglomerato suburbano della Ventura County che più tardi divenne il luogo dove si tenne il processo agli agenti accusati del pestaggio di Rodney King, è stata a lungo la località dove si trovava una grande concentrazione di agenti del LAPD, la maggior parte dei quali bianchi. Nel 1994, l'ACLU ha compiuto uno studio attraverso i codici postali degli agenti, concludendo che oltre l'80% di loro risiedeva fuori città. Le percentuali di arruolamento cominciarono a salire durante gli anni '80, ma non fino alle riforme dovute alla Commissione Christopher, quando un notevole numero di afro-americani, ispanici e asiatici si arruolarono nel Dipartimento.
Il LAPD arruolò anche la prima agente donna di tutta la nazione nel 1910, la signora Alice Stebbin Wells. Da allora, le donne sono state una piccola, ma sempre crescente parte del Dipartimento. Durante gli anni '50 le donne hanno lavorato principalmente nelle carceri o hanno avuto a che fare con i problemi giovanili. Raramente le donne hanno lavorato sul campo e comunque non potevano essere promosse sopra il grado di sergente. Ma, negli anni '80, dopo una causa intentata dalla poliziotta Fanchon Blake, una corte istituita appositamente, il Dipartimento cominciò una seria campagna per l'arruolamento e la promozione delle donne nei suoi ranghi. Inoltre eliminò anche i gradi di Policeman e Policewoman (poliziotto e poliziotta), sostituendoli con il più sobrio Police Officer (agente di polizia). Nel 2002, le donne erano il 18.9% del Dipartimento. Le donne hanno aumentato il loro numero dalla promulgazione della legge Fanchon Blake. Il grado più alto mai raggiunto da una donna è quello di assistente capo, raggiunto dall'agente Sharon Papa.
Il LAPD ha inoltre arruolato i primi due agenti afro-americani negli Stati Uniti. Nel 1886, il Dipartimento arruolò Robert William Stewart e Alonzo Washington, i primi poliziotti neri del LAPD. Secondo il Dipartimento di Giustizia degli Stati Uniti, nel 2000 l'82% degli agenti del LAPD era maschio. Il 46% del Dipartimento è composto da poliziotti bianchi, seguiti da un 33% di ispanici/latini, da un 14% di afro-americani e con un 7% di asiatici.

## Risorse

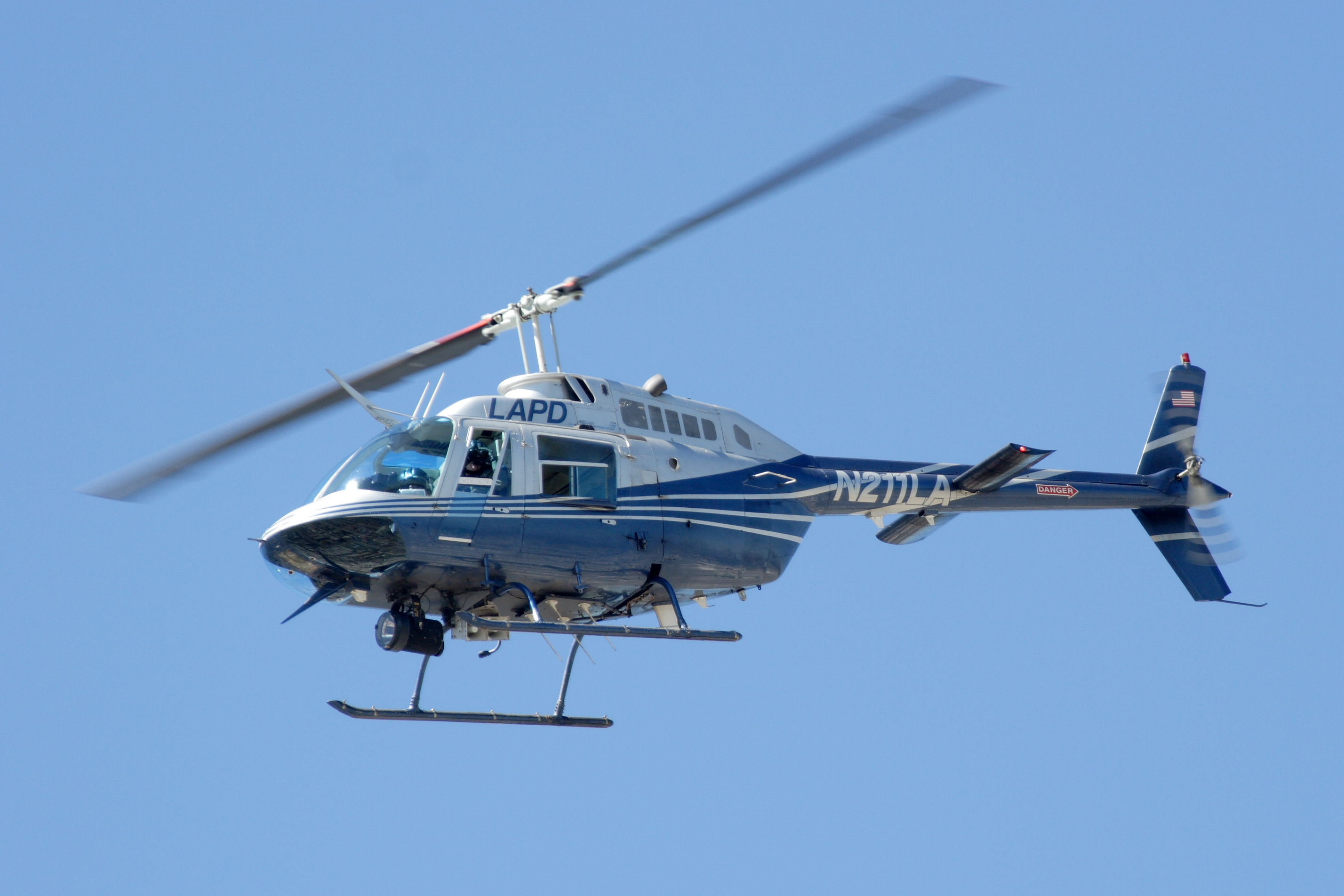
Un Bell 206 Jetranger

### Aviazione
Le risorse della divisione di supporto aereo della polizia di Los Angeles sono costituite da 19 elicotteri che vanno dai 5 Bell 206 Jet Rangers ai 14 Eurocopter AS350-B2, e hanno anche 1 Beechcraft King Air 200.
Le missioni principali del dirigibile sono volate fuori dal centro Piper Tech del centro presso l'Hooper Heliport, situato fuori dalla Union Station. Il LAPD ospita anche unità aeree all'aeroporto di Van Nuys.

### Armi da fuoco

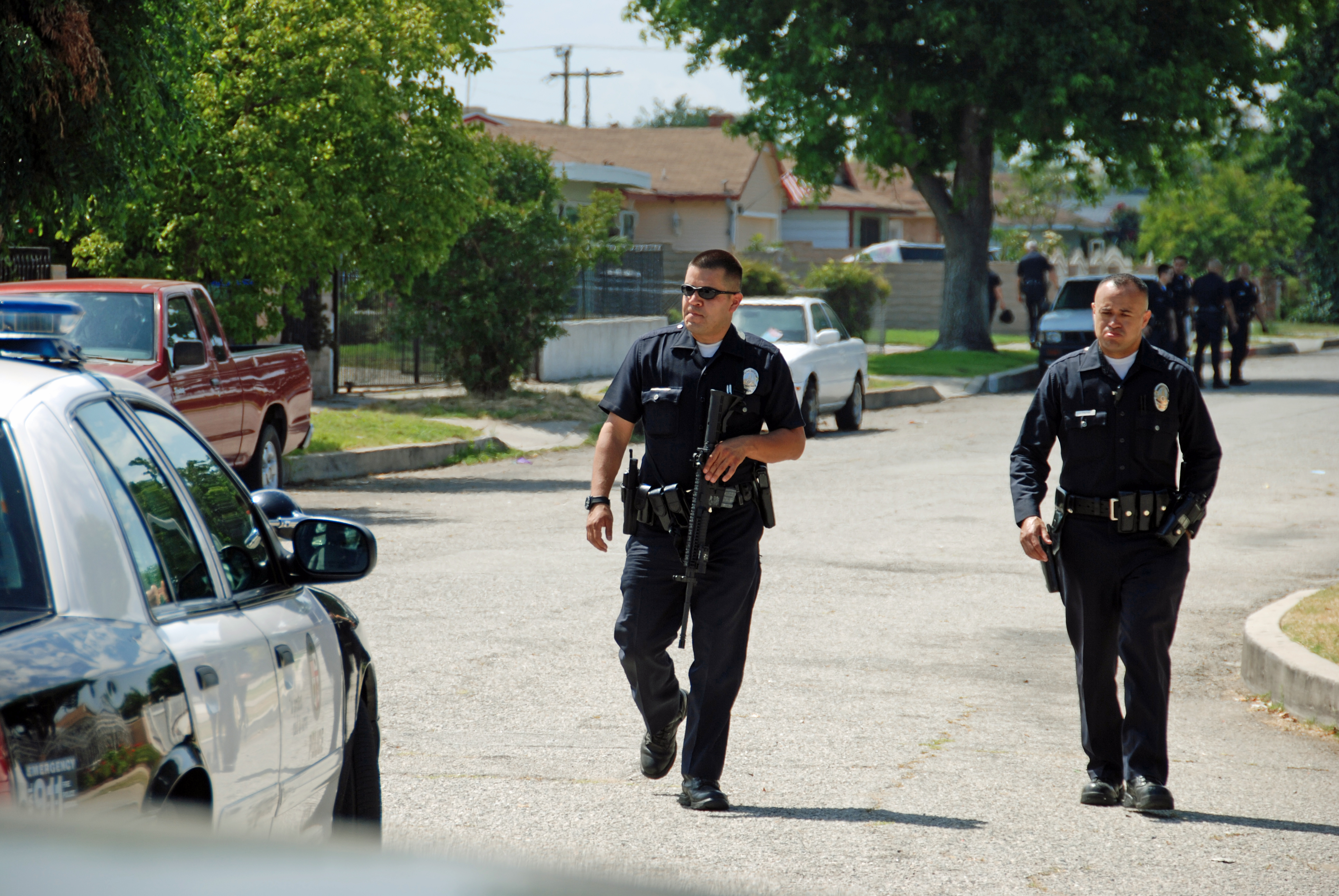
Un poliziotto armato con un AR-15 nel 2011

Prima dei primi anni '70, gli agenti della LAPD venivano dotati di revolver modello Smith & Wesson 10 e Smith & Wesson Model 14 calibro .38 Special in singola e doppia azione. Dai primi anni '70 al 1988, gli agenti erano armati del revolver Smith & Wesson Model 15 a sei colpi, in singola e doppia azione, noto anche come 38 "Combat Masterpiece". Questo modello era stato specificamente progettato su richiesta del dipartimento di polizia di Los Angeles. Era una variante Smith & Wesson modello 10 calibro .38 con mirini regolabili di alto profilo senza intoppi.
Il modello 15 del LAPD veniva spesso modificato dagli armieri del dipartimento per sparare solo in doppia azione, il che significa che gli agenti non potevano armare manualmente il cane; ciò per evitare spari accidentali causate dalla breve e leggera corsa del grilletto in azione singola che alcuni ufficiali usavano. Molti ufficiali e detective portavano anche il revolver Smith & Wesson "Chief's Special" modello 36 come revolver di riserva, e spesso fuori servizio.
Nelle auto di pattuglia, bloccato su una barra d'acciaio, c'era un Ithaca 37, un fucile a pompa calibro 12, caricato con cartucce "00" da nove pallettoni, con un colpo in canna e quattro nel serbatoio. L'arma era una variante del fucile da caccia Ithaca 37 "Deerslayer", specificamente ideata per il Dipartimento di Polizia di Los Angeles, e perciò definito anche "LAPD Special". Poiché l'originale modello "Deerslayer" era progettato per l'impiego di proiettili di tipo "Slug" (palla singola ogivale scanalata), lo "LAPD Special", a differenza della maggior parte dei fucili a pompa, presentava mire metalliche da arma a canna rigata.
Lo "LAPD Special" si distingueva anche per la finitura parkerizzata sulle superfici esterne al posto della classica brunitura. La canna era lunga 18 pollici e mezzo, a differenza dei venti pollici della versione commerciale. I vantaggi del fucile Ithaca modello 37 rispetto ai modelli Winchester, Mossberg e Remington consistevano nel fatto che l'Ithaca pesava un chilo in meno e poteva essere usata con uguale facilità dai tiratori destri o mancini grazie all'apertura presente sotto il fusto che fungeva sia da feritoia di caricamento che da finestra d'espulsione. L'Ithaca 37 è stato sostituito come il fucile standard usato dal LAPD, dal modello Remington 870.
In risposta all'aumento della potenza di fuoco disponibile dai criminali, comprese le armi completamente automatiche e i fucili d'assalto, agli agenti di pattuglia LAPD furono fornite le pistole Beretta 92 F. Più tardi, gli ufficiali furono autorizzati ad utilizzare la Smith & Wesson Model 5906, una pistola semiautomatica da 9 mm, oltre ad altre armi approvate di calibro 9 mm.
In risposta alla sparatoria di North Hollywood del 1997, agli agenti dello LAPD fu data la possibilità di impiegare in servizio le pistole Smith & Wesson modello 4506 e 4566 di servizio calibro .45 ACP. Inoltre, a causa dell'incidente di North Hollywood, agli agenti qualificati fu consentito di impiegare fucili di pattuglia chiamati UPR (Urban Police Rifle), principalmente varianti AR-15.
Fino al 2002, la pistola di emissione standard degli agenti LAPD era la Beretta 92F. Tuttavia, quando William Bratton fu nominato capo del dipartimento, permise ai suoi agenti di portare la pistola Glock, un'arma utilizzata nei dipartimenti da lui guidati in precedenza (il dipartimento di polizia di New York City e il dipartimento di polizia di Boston). I nuovi ufficiali diplomati presso l'accademia LAPD ora ricevono la Smith and Wesson M&P 9mm e hanno la possibilità di passare alle varianti Glock o Beretta.

## Premi, elogi, citazioni e medaglie
Il dipartimento presenta una serie di medaglie ai suoi membri per un servizio meritorio. Le medaglie che il LAPD assegna ai suoi ufficiali sono le seguenti:

### Bravery
- Medal of Valor (solido nastro blu e bianco):

La medaglia al valore del dipartimento di polizia di Los Angeles è la più alta medaglia delle forze dell'ordine assegnata agli ufficiali dal dipartimento di polizia di Los Angeles. La Medal of Valor è un premio per il coraggio, solitamente assegnato agli ufficiali per singoli atti di straordinario coraggio o eroismo compiuti nella linea del dovere a rischio personale estremo e potenzialmente letale.
- Premio Liberty:

Il Liberty Award è una medaglia coraggiosa per i canini della polizia uccisi o gravemente feriti in servizio. Il premio, che è stato inaugurato nel 1990, prende il nome da Liberty, una unità metropolitana K-9 colpita e uccisa in servizio. Il conduttore di Liberty ha ricevuto la Medal of Valor per lo stesso incidente. Finora è stato premiato solo una volta nella storia del LAPD.
- Police Medal for Heroism:

La medaglia di polizia è un premio per il coraggio, di solito assegnato agli ufficiali per singoli atti di eroismo nella linea del dovere, sebbene non al di sopra e al di là della chiamata del dovere, come è richiesto per la medaglia del valore.
- Police Star:

La Police Star è un premio per il coraggio, solitamente assegnato agli ufficiali per esibirsi con un giudizio eccezionale e o utilizzando tattiche abili al fine di disinnescare situazioni pericolose e stressanti.
- Medaglia salvavita della polizia:

La medaglia salvavita della polizia è un premio per il coraggio, di solito assegnato agli ufficiali per agire al fine di salvare o tentare il salvataggio di un collega ufficiale o di qualsiasi persona da un pericolo imminente.

### Servizio
- Police Distinguished Service Medal

- Police Meritorious Service Medal

- Police Meritorious Achievement Medal
- Medaglia del servizio distinto della Commissione di polizia

- Community Policing Medal
- Medaglia per le relazioni umane

### Citazioni unitarie
- Citazione dell'unità della Commissione di polizia

- Citazione dell'unità meritoria della polizia

### Distintivi di marcatura
Il LAPD assegna inoltre badge Distinguished Expert, Expert, Sharpshooter e Marksman a coloro che ottengono punteggi di qualificazione progressivamente più alti sul suo raggio. La retribuzione del bonus viene assegnata ai qualificatori e alcuni incarichi potrebbero richiedere tale abilità dimostrata in termini di armi oltre a quella ottenuta con l'addestramento di base.

## Ufficiali caduti

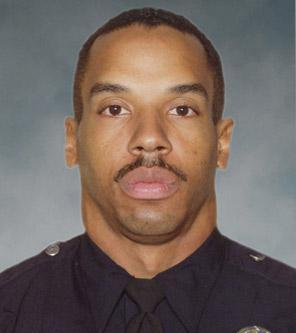
Randal Simmons, il primo ufficiale della LAPD SWAT ad essere ucciso nella linea di servizio, il 7 febbraio 2008

Dall'istituzione del dipartimento di polizia di Los Angeles, 210 ufficiali sono morti in servizio. Randal Simmons è stato il primo ufficiale LAPD SWAT ad essere ucciso nella linea di servizio nel 2008. Ci sono stati due memoriali per gli ufficiali caduti del LAPD. Uno era al di fuori del Parker Center, l'ex quartier generale, che fu inaugurato il 1º ottobre 1971. Il monumento era una fontana in granito nero, con la base inscritta con i nomi degli ufficiali LAPD che morirono mentre servivano la città di Los Angeles. Il vecchio monumento situato al Parker Center fu distrutto durante il processo di trasporto ma fu sostituito da un nuovo monumento nell'attuale edificio del quartier generale della polizia. Questo memoriale, dedicato il 14 ottobre 2009, è composto da oltre 2.000 targhe in lega di ottone, 207 delle quali sono inscritte con i nomi dei poliziotti caduti. Due morti sono irrisolti, entrambi agenti fuori servizio: Fred Early, fucilato nel 1972, e Michael Lee Edwards, fucilato nel maggio 1974.

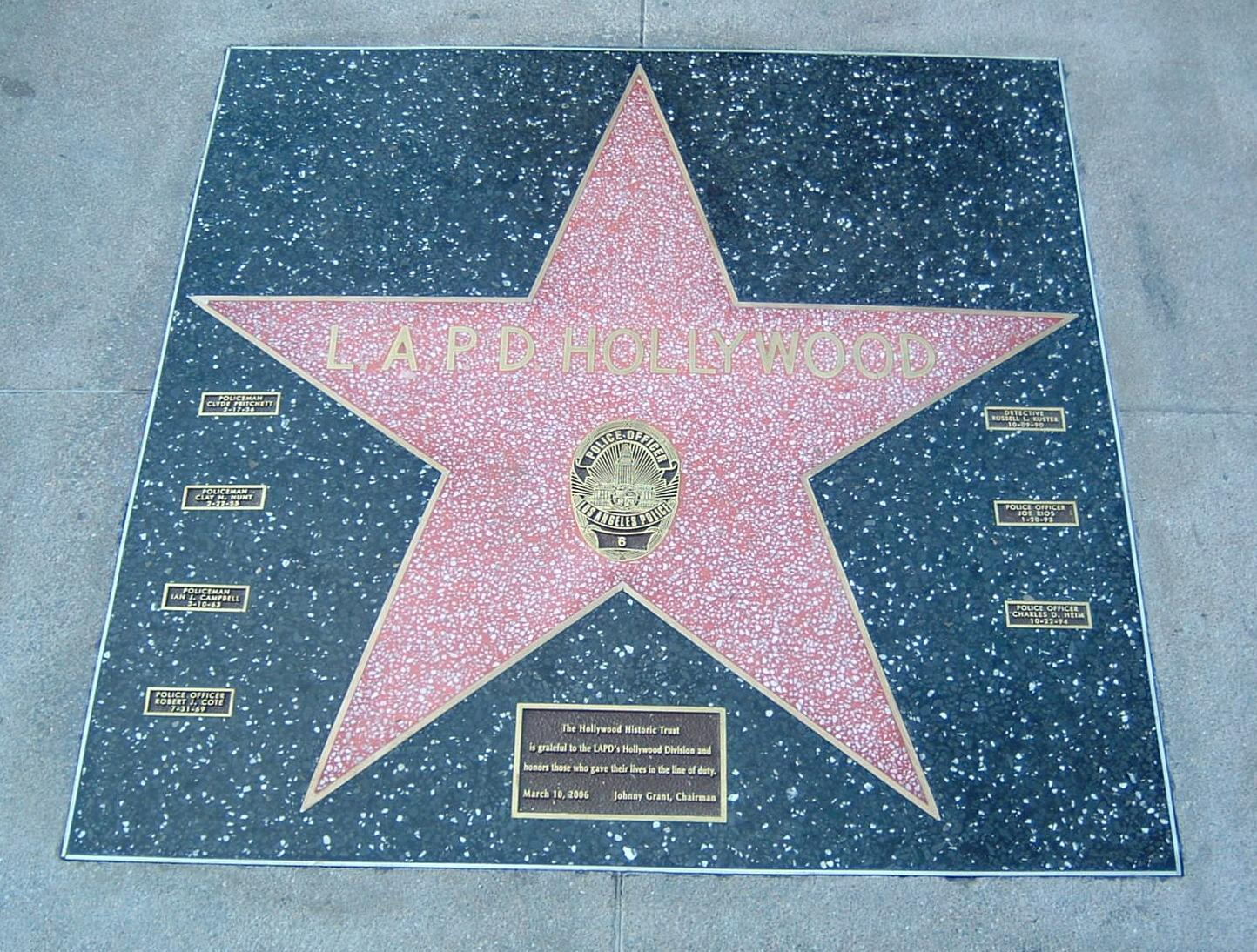
La stella del LAPD sulla Walk of Fame

### Hollywood Walk of Fame
Il 10 marzo 2006 al LAPD Hollywood è stata assegnata una stella sulla Hollywood Walk of Fame con i nomi di sette agenti di polizia uccisi in servizio.

## Nell'arte
Il LAPD è stato al centro, o è apparso, in diverse opere letterali, cinematografiche, serie tv e videogiochi

### Letteratura
- L.A Confidential
- Le strade dell'innocenza
- Perché la notte
- La collina dei suicidi
- La scatola nera
- Il passaggio
- La città delle ossa

### Cinema
- Distretto 13 - Le brigate della morte
- Colors - Colori di guerra
- Arma Letale
- Heat - La sfida
- S.W.A.T. - Squadra speciale anticrimine
- End of Watch - Tolleranza zero
- Training Day
- L.A. Confidential
- Gangster Squad
- Blade Runner
- Blade Runner 2049

### Serie TV
- Police Story
- CHiPs
- Colombo
- T.J. Hooker
- Hunter
- The Shield
- The Closer
- The Rookie
- The Rookie: Feds
- Dark Blue
- Southland
- Major Crimes
- Lucifer
- Lethal Weapon
- Bosch
- S.W.A.T. (1975)
- S.W.A.T. (2017)
- L.A.'s Finest
- 9-1-1
- BOSH Legacy
- Ballard  (2024)

### Videogiochi
- L.A. Noire
- Grand Theft Auto V